# Doblatina
Doblatina je naselje u slovenskoj Općini Laškom. Doblatina se nalazi u pokrajini Štajerskoj i statističkoj regiji Savinjskoj. 

## Stanovništvo
Prema popisu stanovništva iz 2002. godine naselje je imalo 58 stanovnika.